# Мосалёв, Юрий Александрович
Ю́рий Алекса́ндрович Мосалёв (21 мая 1936, Иваново — 5 июня 2005, Ростов-на-Дону) — советский футболист, нападающий. Мастер спорта СССР (1959). Заслуженный тренер РСФСР (1982).

## Карьера
Родился в городе Иваново в спортивной семье. Его отец Александр Мосалёв тоже был футболистом и на рубеже 1920-х — 1930-х годов выступал за ивановскую команду «Ленинцы» и играл против сборной Уругвая и рабочей команды клубов Англии.
Юрий пошёл по семейным стопам. Он является воспитанником школы «Юный динамовец» при ивановской средней школе №22. С 1951 по 1954 год выступал за детскую и юношескую команды «Динамо». Неоднократно Юрий Мосалёв выигрывал чемпионаты города и области по футболу. Ему удалось войти в состав юношеской сборной Иваново, которую тренировал Сергей Павлович Гусев. В 1954 году команде удалось занять третье место в чемпионате РСФСР среди юношей, в котором участвовали 96 юношеских коллективов. Вместе с Германом Забелиным Юрий был включён в состав сборной команды РСФСР.
В конце 1954 года старший тренер команды мастеров «Красное Знамя» не принял в коллектив Мосалёва, как и других талантливых футболистов Евгения Ларина и Вячеслава Скоропекина. Поэтому Юрий принял приглашение старшего тренера сталинградского «Торпедо» Василия Ермасова, который приметил нападающего на финальном турнире чемпионата России среди юношей в Куйбышеве.
Игра Мосалёва за «Торпедо» в Ростове в 1955 году произвела сильное впечатление на командующего Северо-Кавказским военным округом маршала Советского Союза Андрея Ерёменко, и талантливый паренёк попал на заметку к «селекционерам» команды ростовского ОДО. В военкомат была направлена депеша о необходимости призыва в Советскую Армию военнообязанного Юрия Мосалёва. Попытки Юрия уклониться от призыва посредством отъезда в город-курорт на черноморском побережье не увенчались успехом. В городе Сочи, командированный за ним офицер предъявил повестку и препроводил новобранца к месту службы. Таким образом осенью 1955 года молодой футболист оказался в ростовской команде.
Первый сезон за ростовских армейцев Мосалёв провёл в 1956 году. Тогда этот коллектив выступал ещё на первенстве города. Пройти отбор на попадание в число мастеров, молодой армейской команде не удалось. Однако, как вспоминает Юрий Мосалёв, осенью 1957 года армейцы играли с ленинградской командой «Авангард», которая следовала в Ташкент на турнир за выход в класс «А», который в итоге и выиграла. Победитель одной из зон класса «Б» и будущий участник соревнований в классе «А», был разгромлен армейцами. Именно эта игра и убедила маршала Еремёнко, что молодой армейский коллектив просто обязан выступать среди команд мастеров. И используя весь свой авторитет маршала, командующий добился, чтобы СКВО стартовал в классе «Б».
Начинал я левым полузащитником, бежал слабо, но постепенно стала появляться скорость и меня перевели на левый край нападения. Безусловно, основная заслуга в становлении команды принадлежит её старшему тренеру Петру Петровичу Щербатенко, целое десятилетие выступавшему за одну из сильнейших команд страны — ЦДКА. Знания и опыт, накопленные в главной армейской команде страны, Пётр Петрович с успехом применил в нашей команде. Щербатенко был, что называется, настоящим мужиком, ему удалось создать в команде великолепную атмосферу товарищества, дружбы и взаимовыручки, ну, и ребят он смог расставить правильно и рассказать кому, что надо на поле делать.Юрий Мосалёв
Вот мы три года жили всей командой, практически в одной большой комнате, но это только сплотило нас. У нас никто не выпал из обоймы. Мы очень дружили с боксёрами и ребятами из ансамбля песни и пляски СКВО, которые жили с нами по соседству, посещали их выступления, они ходили за нас болеть. На игры ездили на грузовичке, укрытым тентом. Нам было всё равно, где и с кем играть, выходили: играли и выигрывали. Приходил, помню, к нам в раздевалку маршал Ерёменко, выгонял всех генералов, а сам садился в уголок и сидит молча, ни словечка не скажет. Нравилось ему подышать той атмосферой, что царит в раздевалке перед игрой. Не помню ни одного случая, что бы Ерёменко вмешался в действия старшего тренера, пытался как-то на него воздействовать. Уже позже, когда маршала перевели в Москву в Генеральный штаб, он всегда приходил к нам, когда мы играли в Москве, отношения к нам у него сохранились очень тёплые, можно сказать, он к нам, как к детям относился. И вот, мы — дети голодного военного времени, из-за недоедания в детстве у нас потом и мышцы стали рваться от нагрузок, на одном дыхании провели сезон 1958 года, практически составом из 14-ти человек, и, можно сказать, ворвались в высшую группу команд страны, а их тогда и было-то всего 12.Юрий Мосалёв
В первом для сезоне среди команд мастеров в 1958 году СКВО выиграл турнир класса «Б» и вошёл в элиту советского футбола. Одним из лидеров клуба был Юрий Мосалёв, выступающий на позиции левого крайнего нападающего.
В классе «А» чемпионата СССР армейцы заняли в нём четвёртое место. В 19 сыгранных играх Мосалёв забил 7 мячей, уступив в результативности только знаменитому центральному нападающему Виктору Понедельнику, забившему 9 мячей. По итогам сезона в 1959 году был впервые включён в «Список 33-х лучших футболистов СССР» — под номером 3.
Свой лучший сезон провёл в 1961 году, лучший матч пришёлся на ответную игру ростовчан с московским «Спартаком» в 1/8 финала Кубка СССР. Первая встреча завершилась вничью — 2:2. На следующий день в переигровке Мосалёв дважды поразил ворота московской команды и армейцы вышли в четвертьфинал. Мосалёв во второй раз вошёл в список 33-х лучших футболистов и занял вторую строчку среди всех левых крайних нападающих вслед за Михаилом Месхи из тбилисского «Динамо».
Сыграл за Олимпийскую сборную СССР под руководством Гавриила Качалина. В составе сборной команды он провёл 8 официальных матчей. Лишь тяжелая травма не позволила ему принять участие в финале Олимпийских игр.
Всего же в классе сильнейших с 1959 по 1963 Мосалёв провёл 99 игр и забил 27 (по другим данным – 28) голов. За ростовских армейцев он в общей сложности провёл 130 матчей, в которых забил 45 голов. За свои выступления футболист получил звание «Мастер спорта СССР». Позже игрок был признан лучшим левым крайним нападающим в истории СКА и вошёл в символическую сборную команды всех времён.
После ухода из СКА продолжил выступать за другой ростовский клуб — «Ростсельмаш», где играл с 1964 по 1969 гг. вместе со своим земляком Геннадием Марфиным. За этот клуб Мосалёв провел 79 игр и забил в ворота соперников 25 мячей.

Быстрый, резкий, энергичный, хорошо владел дриблингом и обводкой. Его фланговые проходы всегда держали в напряжении оборону соперников.— 
Позже стал тренером. Возглавлял сборную СССР среди глухонемых. Под его руководством она в 1973 и в 1981 году становилась победительницей Всемирных игр среди глухонемых. За свою работу он получил звание «заслуженный тренер РСФСР».
В 1975-1976 годах Мосалёв был главным тренером ростовского СКА. В 1984 году входил в тренерский штаб команды таганрогского «Торпедо», в том числе в мае-июне 1984 года исполнял обязанности главного тренера. С 1985 по 2005 год работал в ростовском спортинтернате, где подготовил немало футболистов, выступавших за команды высшего эшелона. Среди них Дмитрий Лоськов, Юрий Ковтун, Олег Матвеев.
В последние годы жизни тренировал ростовскую футбольную команду «Квадро», выступавшую на первенстве города. 5 июня 2005 года скончался от сердечного приступа на стадионе во время футбольного матча его команды.
С ноября 2005 года в Ростове-на-Дону в память о Мосалёве ежегодно проводится футбольный турнир среди школьников, названный в его честь.

## Статистика

### Клубная
| Клуб                  | Сезон            | Чемпионат        | Чемпионат | Чемпионат | Кубок | Кубок | Итого | Итого |
| Клуб                  | Сезон            | Уров.            | Игры      | Голы      | Игры  | Голы  | Игры  | Голы  |
| --------------------- | ---------------- | ---------------- | --------- | --------- | ----- | ----- | ----- | ----- |
| Торпедо (Сталинград)  | 1955             | II               | 16*       | 2*        | 1     | 0     | 17*   | 2*    |
| СКВО (Ростов-на-Дону) | 1958             | II               | 31        | 18        | 4     | 2     | 35    | 20    |
| СКВО (Ростов-на-Дону) | 1959             | I                | 19        | 7         | 1     | 0     | 20    | 7     |
| СКВО (Ростов-на-Дону) | Итого            | Итого            | 50        | 25        | 5     | 2     | 55    | 27    |
| СКА (Ростов-на-Дону)  | 1960             | I                | 18        | 2         | 0     | 0     | 18    | 2     |
| СКА (Ростов-на-Дону)  | 1961             | I                | 25        | 8         | 4     | 2     | 29    | 10    |
| СКА (Ростов-на-Дону)  | 1962             | I                | 23        | 5         | 3     | 0     | 26    | 5     |
| СКА (Ростов-на-Дону)  | 1963             | I                | 14        | 5         | 0     | 0     | 14    | 5     |
| СКА (Ростов-на-Дону)  | Итого            | Итого            | 80        | 20        | 7     | 2     | 87    | 22    |
| Ростсельмаш           | 1964             | III              | 30+8      | 14+2      | 7*    | 7*    | 45    | 23    |
| Ростсельмаш           | 1965             | II               | 35        | 7         | 0     | 0     | 35    | 7     |
| Ростсельмаш           | 1966             | II               | 6         | 2         | 1     | 0     | 7     | 2     |
| Ростсельмаш           | Итого            | Итого            | 79        | 25        | 8*    | 7*    | 87*   | 32*   |
| Всего за карьеру      | Всего за карьеру | Всего за карьеру | 225*      | 72*       | 21*   | 11*   | 246*  | 83*   |

Примечание: знаком * отмечены ячейки, данные в которых возможно больше указанных.

## Достижения

### Командные
- Победитель класса «Б»: 1958.
- Победитель класса «Б» РСФСР: 1964.

### Личные
- Лучшим левым крайним нападающим в истории ростовского СКА.
- Два раза входил в «Список 33 лучших футболистов сезона в СССР»: 1959, 1961.